# Liz Murray
Liz Murray (sinh ngày 23 tháng 9 năm 1980) là một diễn giả truyền cảm hứng người Mỹ. Cô nổi tiếng vì đã được Đại học Havard chấp nhận mặc dù cô là một người vô gia cư trong suốt những năm trung học. Murray đoạt được giải thưởng Alex năm 2011.

## Thời trẻ
Cô sinh ra tại Bronx, New York trong gia đình có cha mẹ đều nghiện ma túy và cả hai đều bị nhiễm HIV.Cô trở thành người vô gia cư vào năm 15 tuổi, khi mẹ cô qua đời vì bệnh AIDS vào năm 1996, vì không thể trả tiền thuê nhà, do đó, gia đình cô bị đuổi khỏi nhà. Cha cô được đưa đến trung tâm dành cho người vô gia cư, em gái cô được ở nhờ nhà của một người bạn và Murray bắt đầu sống lang thang ở các ga tàu điện ngầm, công viên. Mặc dù học trung học muộn và không có một nơi ở ổn định nhưng Murray đã bắt đầu theo học tại Học viện Dự bị Nhân văn ở Chelsea, Manhattan và đã tốt nghiệp sau hai năm. Cô được New York Times trao học bổng cho những sinh viên nghèo khó và được nhận vào đại học Harvard, trúng tuyển vào học kỳ mùa thu năm 2000. Chị gái Lisa của cô đã tốt nghiệp trường Cao đẳng Purchase tại bang New York, hiện giờ đang là giáo viên dạy trẻ tự kỷ ở trường.
Murray chuyển từ Harvard sang đại học Columbia để chăm sóc người cha ốm yếu của mình. Cô lấy được bằng Cử nhân Khoa học vào tháng 6 năm 2009.
Kể từ tháng 8 năm 2009, cô bắt đầu tham gia các khóa học sau đại học tại Trường Harvard Mùa Hè với mục tiêu lấy được bằng tiến sĩ tâm lý học lâm sàng và trở thành một cố vấn. Murray đã lấy được bằng thạc sĩ tâm lý học của Đại học Columbia.
Cô là người sáng lập và giám đốc của Manifest Living và đồng thời là một diễn giả truyền cảm hứng. Một bộ phim truyền hình được lấy cảm hứng từ cuộc đời của Murray - Từ vô gia cư đến Harvard: Câu chuyện của Liz Murray. Cuốn hồi ký bán chạy nhất của cô là cuốn sách Breaking Night được phát hành bởi New York Times và Sunday Times vào tháng 9 năm 2010
Vào ngày 19 tháng 5 năm 2013, cô được trao bằng tiến sĩ danh dự về dịch vụ công và có bài phát biểu khai giảng tại trường Cao đẳng Merrimack ở North Andover, Massachusetts.